# سيريل جوردن
سيريل جوردن (بالإنجليزية: Cyril Jordan)‏ هو موسيقي أمريكي، ولد في 31 أغسطس 1948.